# Litván költők, írók listája
Ez a lista a litván nyelven alkotó írók és költők betűrendes névsora.
| Ábécé szerinti tartalomjegyzék                      |
| --------------------------------------------------- |
| A B C D E F G H I J K L M N O P Q R S T U V W X Y Z |

## A
- Jonas Aistis (1904-1973)

## B
- Jurgis Baltrušaitis (1873–1944)
- Ona Baliukonė(1948–2007)
- Antanas Baranauskas (1835–1902)
- Gintaras Beresnevičius (1961–2006)
- Alexander Berkman (1870–1936)
- Jonas Biliūnas (1880–1935)
- Kazys Binkis (1893–1942)
- Kazys Boruta (1905–1965)
- Bernardas Brazdžionis (1907–2002)
- Vytautas Bubnys (* 1932)

## C
- Petras Cvirka (1909-1947)

## D
- Mikalojus Daukša (um 1527/1538-1613)
- Janina Degutytė (1928-1990)
- Kristijonas Donelaitis (1714-1780)

## G
- Ričardas Gavelis (1950-2002)
- Juozas Glinskis (1933)
- Chaim Grade (1910-1982) (kivándorolt az USA-ba)
- Juozas Grušas (1901-1986)

## I
- Jurga Ivanauskaitė (1961-2007)
- Marius Ivaškevičius (* 1973)

## K
- Marius Katiliškis (1915-1980)
- Saulius Tomas Kondrotas (1953–)
- Kostas Korsakas (1909-1986)
- Vincas Krėvė (1882-1954)
- Vincas Kudirka (1858-1899)
- Jurgis Kunčinas (1947-2002)
- Herkus Kunčius (* 1965)

## M
- Vytautas Mačernis (1921-1944)
- Maironis (1862-1932)
- Justinas Marcinkevičius (* 1930)
- Martynas Mažvydas (kb. 1520-1563)
- Icchokas Meras (*1934)
- Adomas Bernardas Mickevičius (Adam Mickiewicz) (1798-1855)
- Eduardas Mieželaitis (1919-1997)
- Vincas Mykolaitis-Putinas (1893-1967)
- Antanas Miškinis (1905-1983)

## N
- Salomėja Nėris (1904-1945)

## P
- Sigitas Parulskis
- Lazdynų Pelėda
- Vytautas Petkevičius (1930-2008)
- Dionizas Poška (1757-1830)

## R
- Bronius Radzevičius (1940-1980)
- Martin Ludwig Rhesa (1776-1840)

## S
- Balys Sruoga (1896-1947)
- Simonas Stanevičius (1799-1848)
- Antanas Strazdas (1763-1833)

## Š
- Šatrijos Ragana (1878-1930)
- Ignas Šeinius (1889-1959)
- Paulius Širvys (1922-1979)
- Antanas Škėma (1910-1961)

## T
- Juozas Tumas-Vaižgantas (1869-1933)

## V
- Pranas Vaičaitis (1876-1901)
- Motiejus Valančius (1801-1875)
- Silvestras Valiūnas (1789-1831)
- Tomas Venclova (*1937)
- Antanas Vienuolis (1882 – 1957)

## Z
- Žemaitė (1845-1921)